# Adanarses (xainxá)
Adanarses ou Adur Narses (em persa médio: 𐭭𐭥𐭥𐭠 𐭭𐭥𐭮𐭧𐭩; romaniz.: Ādur Narseh) foi o nono xainxá do Império Sassânida por um breve período em 309.

## Nome
Adanarses é a forma grega e latina do persa médio Adur Narse (𐭭𐭥𐭮𐭧𐭩 𐭠𐭲𐭥𐭥𐭩, Ādur Narseh), que foi registrado em armênio como Atenerse (Ատրներսեհ, Atnerseh) e georgiano como Adarnase (ადარნასე) ou Adernerse (ადრნერსე, Adrnerse).  Adur/Adar (𐭠𐭲𐭥𐭥𐭩, ādur/ādar) é a palavra em persa médio e parta para "fogo", derivada do avéstico Atar (𐬁𐬙𐬀𐬭, ātar). Foi um termo utilizado para indicar templos zoroastristas dedicados ao fogo sagrado, bem como é o nome do nono mês do calendário zoroastrista e o nono dia do mês. Narse (Narseh), por sua vez, é um antropônimo registrado em parta como Narse (𐭭𐭥𐭮𐭧𐭩, Narseh), em armênio como Nerses (Ներսես) e latim e grego como Narses (Ναρσής, Narsḗs). A atestação mais antiga do nome ocorre nos Feitos do Divino Sapor, uma inscrição trilíngue do reinado do xainxá sassânida Sapor I (r. 240–270). Deriva do avéstico Nairyō saŋha-, que literalmente significa "o de muitos discursos", ou seja, o mensageiro divino.

## Vida
Adanarses foi um dos filhos de Hormisda II (r. 303–309). Após a morte de seu pai, os nobres e o clero zoroastrista viram a chance de ganhar influência dentro do império. Assim, assassinaram Adanarses, cegaram um de seus irmãos e forçaram outro irmão (Hormisda) a fugir. Foi então sucedido por seu irmão bebê Sapor II. Adanarses é mencionado apenas em algumas fontes gregas, enquanto as fontes orientais não fazem nenhuma menção a ele, e nenhuma de suas moedas foi encontrada. A credibilidade dessas fontes gregas com relação a Adanarses é questionada por Nikolaus Schindel, que afirma que provavelmente nunca governou.